# Högarps by
Högarps by är en by i Stenberga socken i östra delen av Vetlanda kommun i Jönköpings län.
Högarps by består av fem gårdar. En del av byn blev naturreservat 1995. År 2010 utökades reservatet till omkring 60 hektar, samtidigt som skyddsformen ändrades till kulturreservat. 

## Historik
Högarp finns belagt som "Högorp" 1486 i ett dokument som visar att Margareta Björnsdotter då erhöll Ulvarp, Högarp och ett ödetorp i Stenberga socken. Högarp bestod ursprungligen av gårdarna Stora Högarp, som var ett kronoskattehemman, och Lilla Högarp, som på 1700-talet var ett frälsehemman under Skärvete och Vallby fideikommiss.
Gårdarna har kvar de lägen de gavs vid Storskiftet, som i Högarp skedde dels 1813, dels 1817. År 1813 delades utmarkerna mellan Stora Högarp, Lilla Högarp och granngården Prästtorp. År 1817 delades Stora Högarp upp i två gårdar med två bönder i varje gård. Senare, vid Laga skiftet 1908, delades Stora Högarps två gårdar upp i fyra gårdar.

## Odlingslandskap
Högarp har en någorlunda sammanhållen bymiljö med en prägel typisk för äldre tiders skogsbygder i södra Sverige, med åkrar med stenblock, åkerholmar, rösen och odlingsterrasser, som kantas av stenmurar och gärdesgårdar. Jordbruket i Högarp moderniserades inte under början av 1900-talet i den utsträckning som var vanlig i Sverige. Åkrarna behölls små och har behållit odlingsrösen och åkerholmar från det äldre odlingslandskapet. Kvar finns slåtterängar och hagmarker med hamlade träd, framför allt lind och ask.
Markernas skötselform i kombination med sin gynnsamma berggrund av ”grönsten” främjar vissa örter och artrikedom. Högarp ligger på ”Virserumsmassivet” som sträcker sig från västra delen av Virserum fram till sjön Saljen i öster. Detta gabbromassiv, huvudsakligen med mineralen plagioklas, pyroxen och olivin, innehåller på sina ställen även malmmineral, som 1917-1918 bröts i Virserums nickelgruva.
Det finns bland annat nattviol, jungfru Marie nycklar, kattfot, slåttergubbe, jungfrulin, men även mindre vanliga arter som klasefibbla, trollsmultron och den fridlysta orkidén Adam och Eva.

## Högarps bymuseum
I ladugården till Högarp 1:5 finns ett bymuseum med föremål, redskap och utställningar som speglar jordbrukets omvandling från tidigt 1900-tal och framåt, med tonvikt på 1940- och 1950-talet.

## Bildgalleri

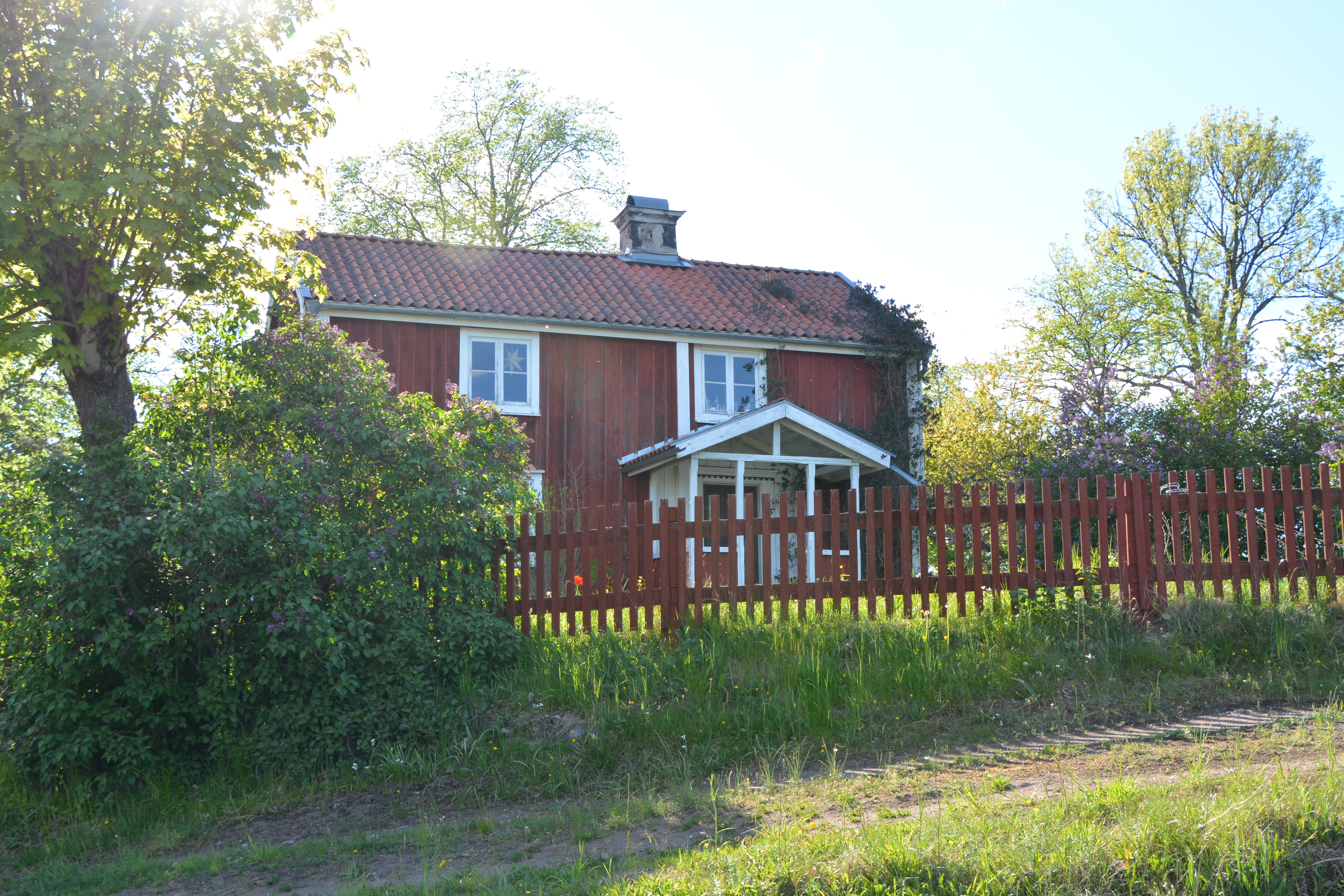
Högarp 1:3
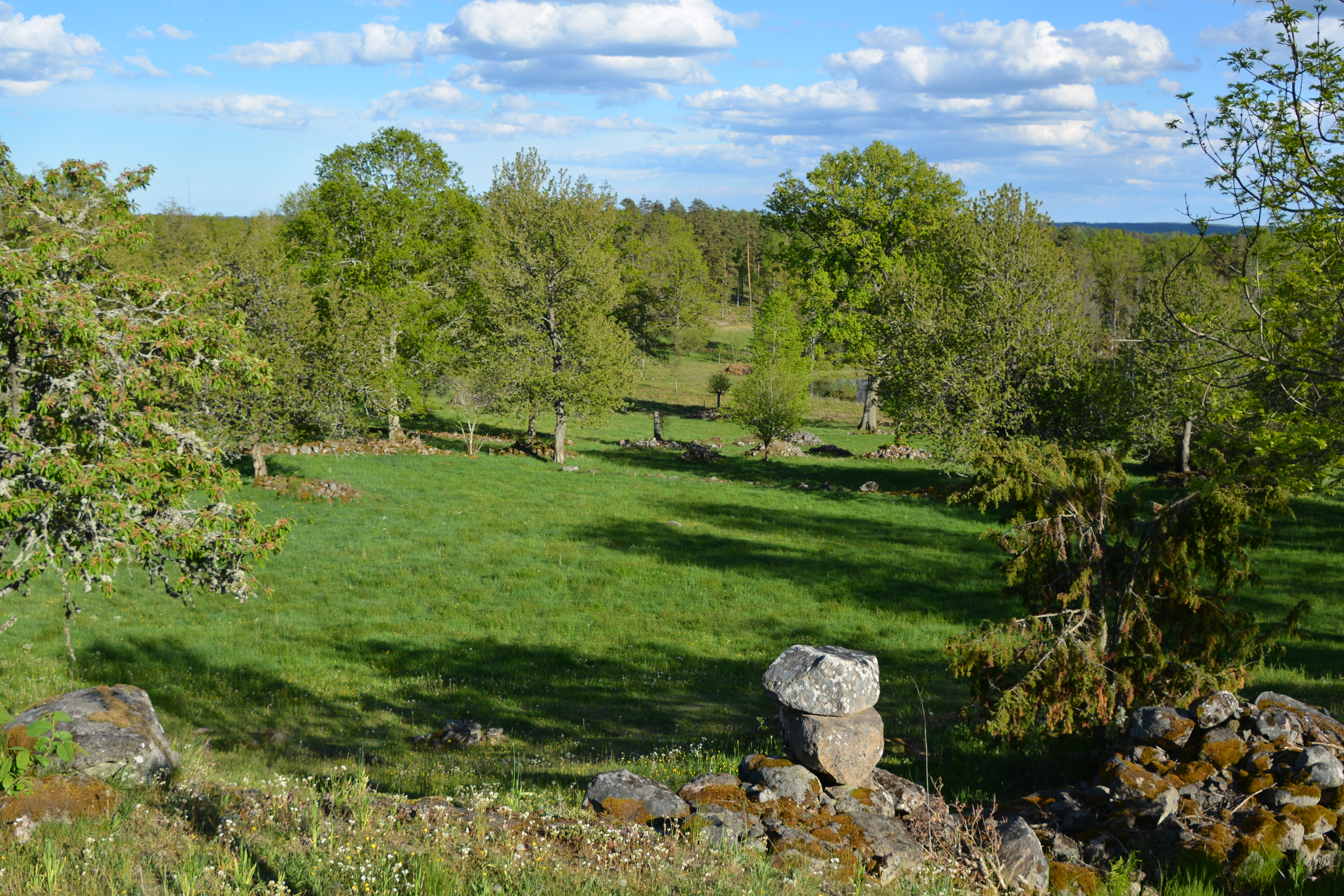
Vy från Högarp 1:3
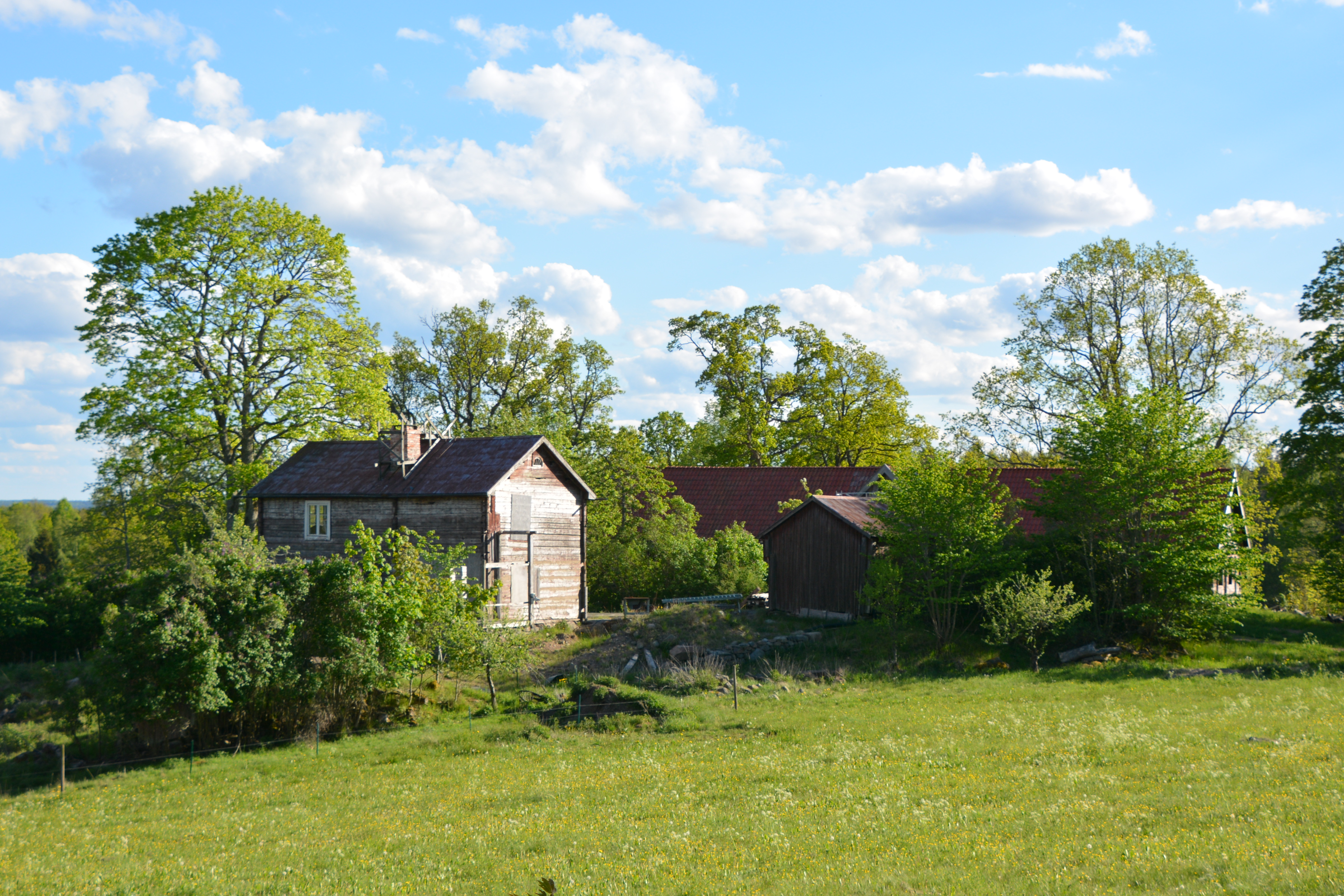
Högarp 1:4
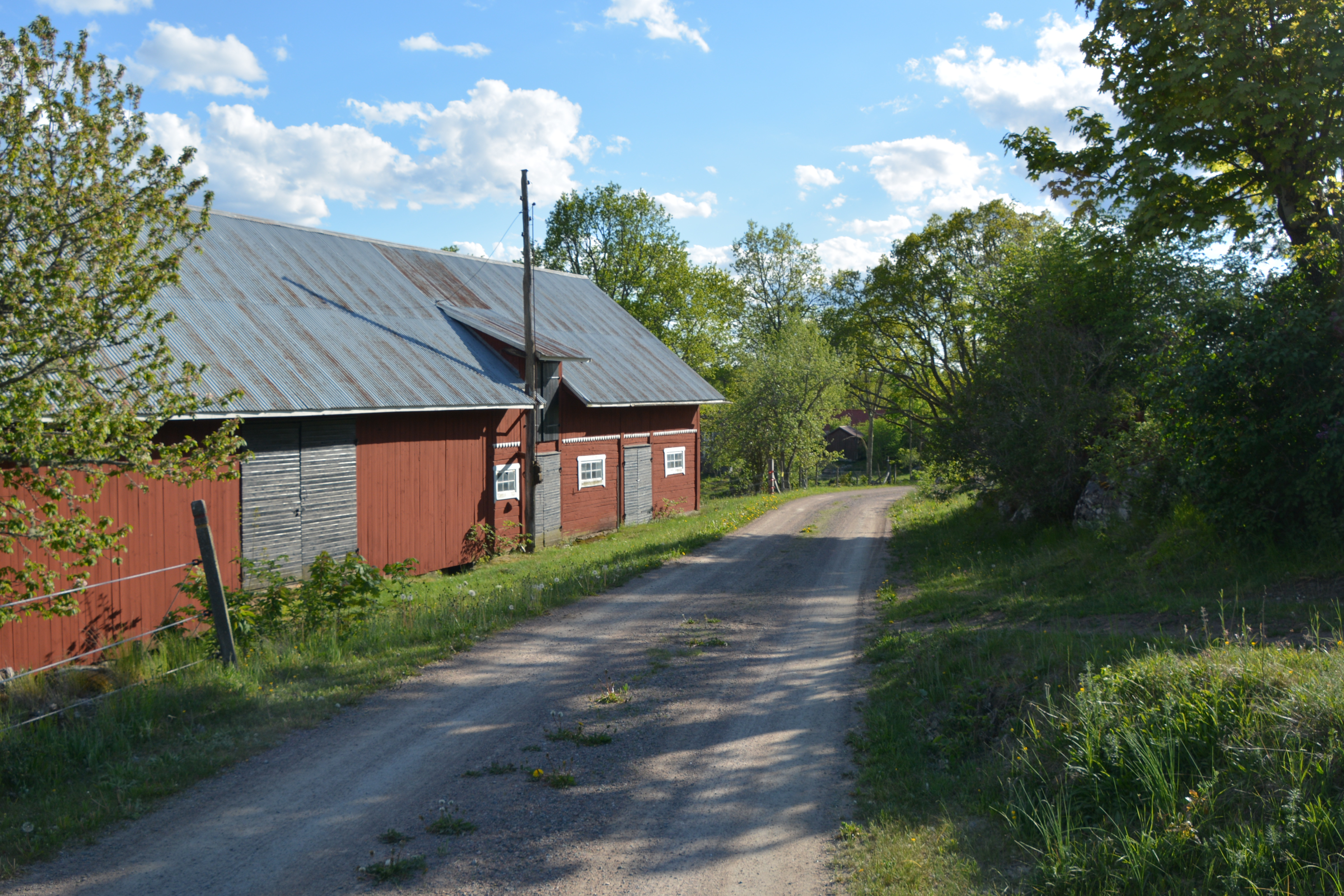
Bymuseet
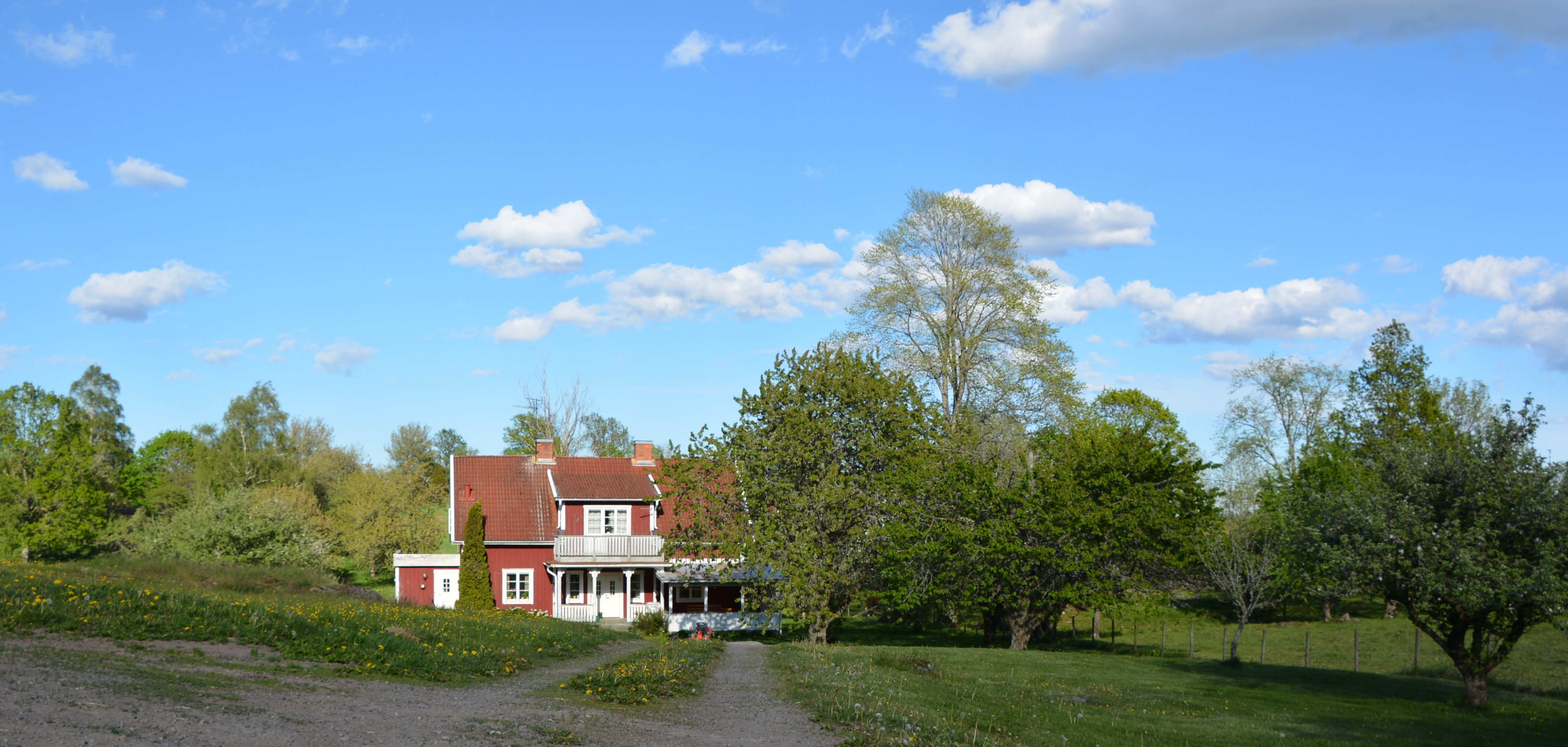
Högarp 2:1
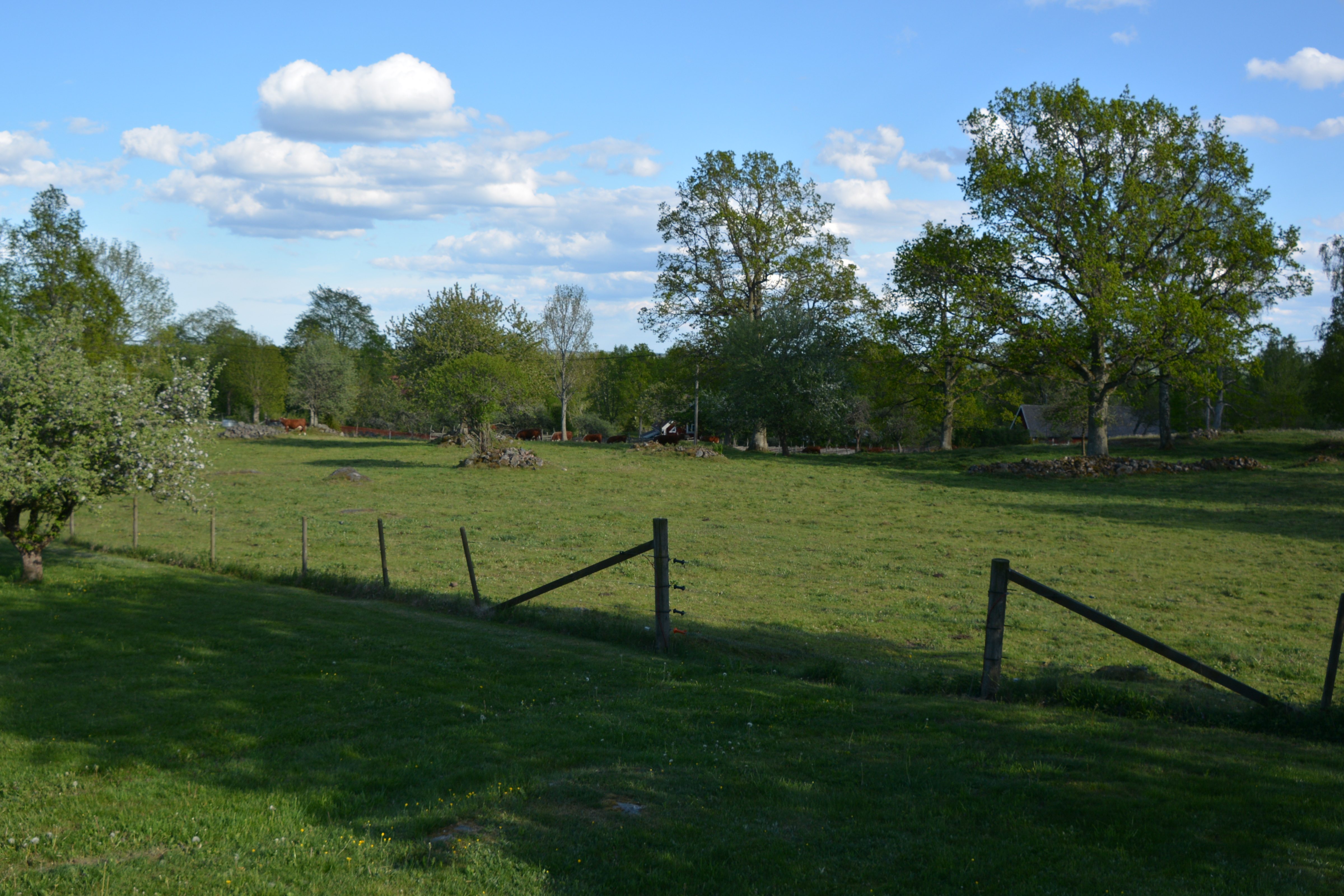
Vy från Högarp 2:1